# Shi Yan
Shi Yan es una agricultora y fundadora de la primera granja de Community Support Agriculture (CSA) de China.

## Trayectoria
Mientras estudiaba en la Universidad Renmin de Pekín, Shi Yan se preocupó por el daño medioambiental generalizado que causaban las prácticas agrícolas basadas en productos químicos. En 2008, viajó a Estados Unidos durante seis meses como becaria en la granja Earthrise de Minnesota para ver cómo se ponía en práctica la Agricultura Sostenida por la Comunidad (CSA).
La CSA consiste en una comunidad de personas que se comprometen a apoyar una granja, convirtiendo así la tierra en propiedad de la comunidad. Cultivadores y consumidores se apoyan mutuamente y comparten los riesgos y beneficios de la producción de alimentos. Los miembros suelen recibir una entrega y recogida semanal de cajas de fruta y verdura, productos lácteos o carne. Las CSA comenzaron a principios de la década de 1960 en Alemania, Suiza y Japón en respuesta a la preocupación por la seguridad alimentaria y la urbanización de las tierras agrícolas. Aunque la escasez de alimentos ya no es un problema destacado en China, mucha gente se preocupa por su seguridad. Un escándalo nacional en 2008 relacionado con la contaminación tóxica de la leche en polvo y las pruebas que encontraron restos de pesticidas prohibidos en las verduras de los supermercados han hecho que muchos consumidores se preocupen más por cómo se producen sus alimentos y de dónde proceden.
A su regreso a China, Shi Yan fundó Little Donkey Farm en 2011, la primera CSA de China. La granja contaba con cuatrocientas familias que pagaban una membresía anual y otras 260 familias que alquilaban pequeñas parcelas de tierra para sus propios huertos. Shi Yan abandonó Little Donkey Farm tras una disputa sobre la estructura de la CSA.
En 2012, Shi Yan fundó otra CSA, la granja Shared Harvest. Shared Harvest es una granja completamente orgánica y fue una de las primeras en China en seguir el modelo CSA. En 2017, Shared Harvest incluye tres granjas, además de conexiones con agricultores independientes y proveedores de alimentos ecológicos. Aunque Shared Harvest no tiene certificación ecológica, no utiliza fertilizantes ni pesticidas químicos. A partir de 2017, 800 familias en Beijing son miembros, y Shared Harvest utiliza las redes sociales para comunicarse con los suscriptores sobre los lugares de entrega en varios barrios de Beijing.